# Ellen Fries gymnasium

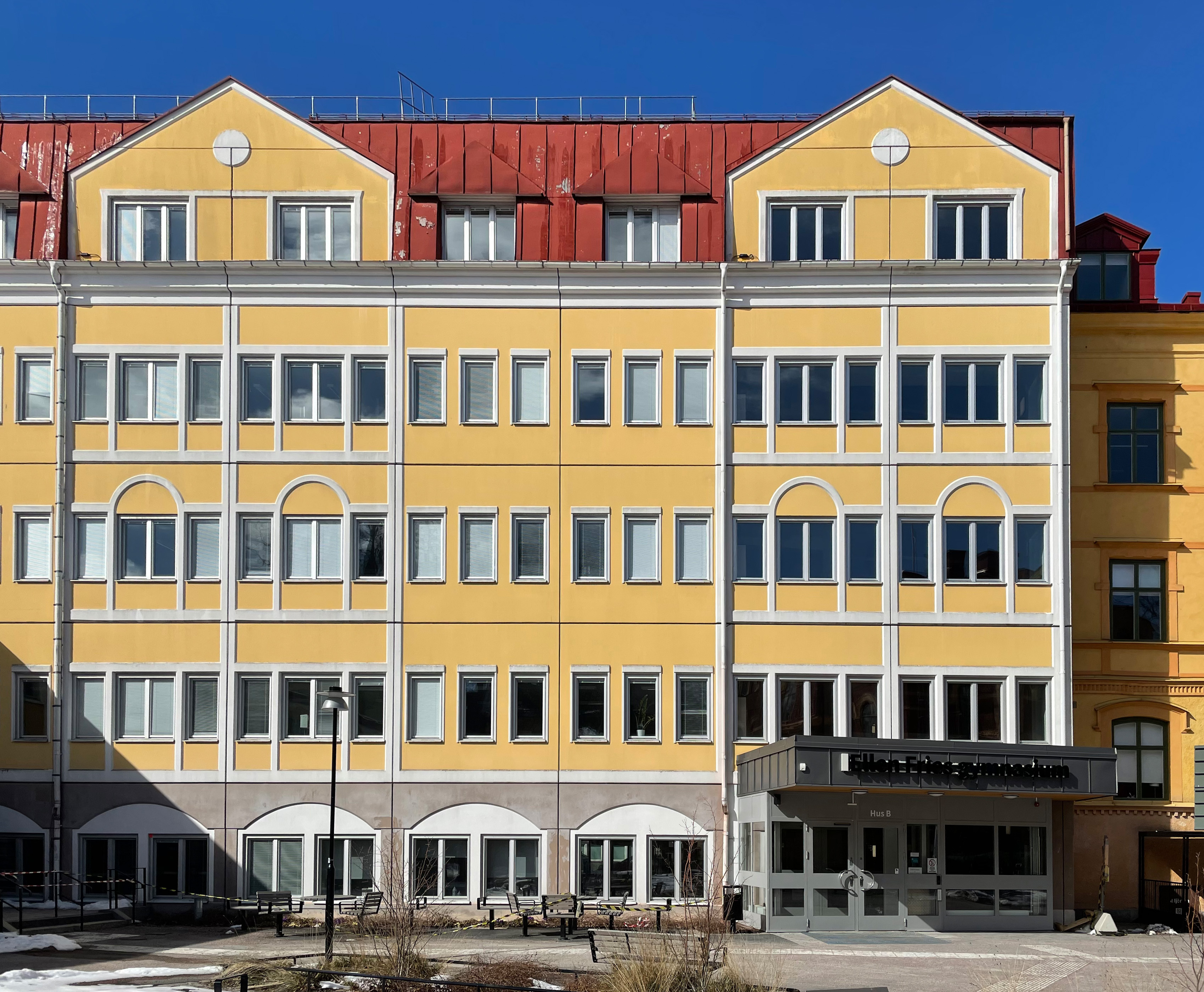
Skolbyggnaden utmed Skolgatan, sedd från gården.

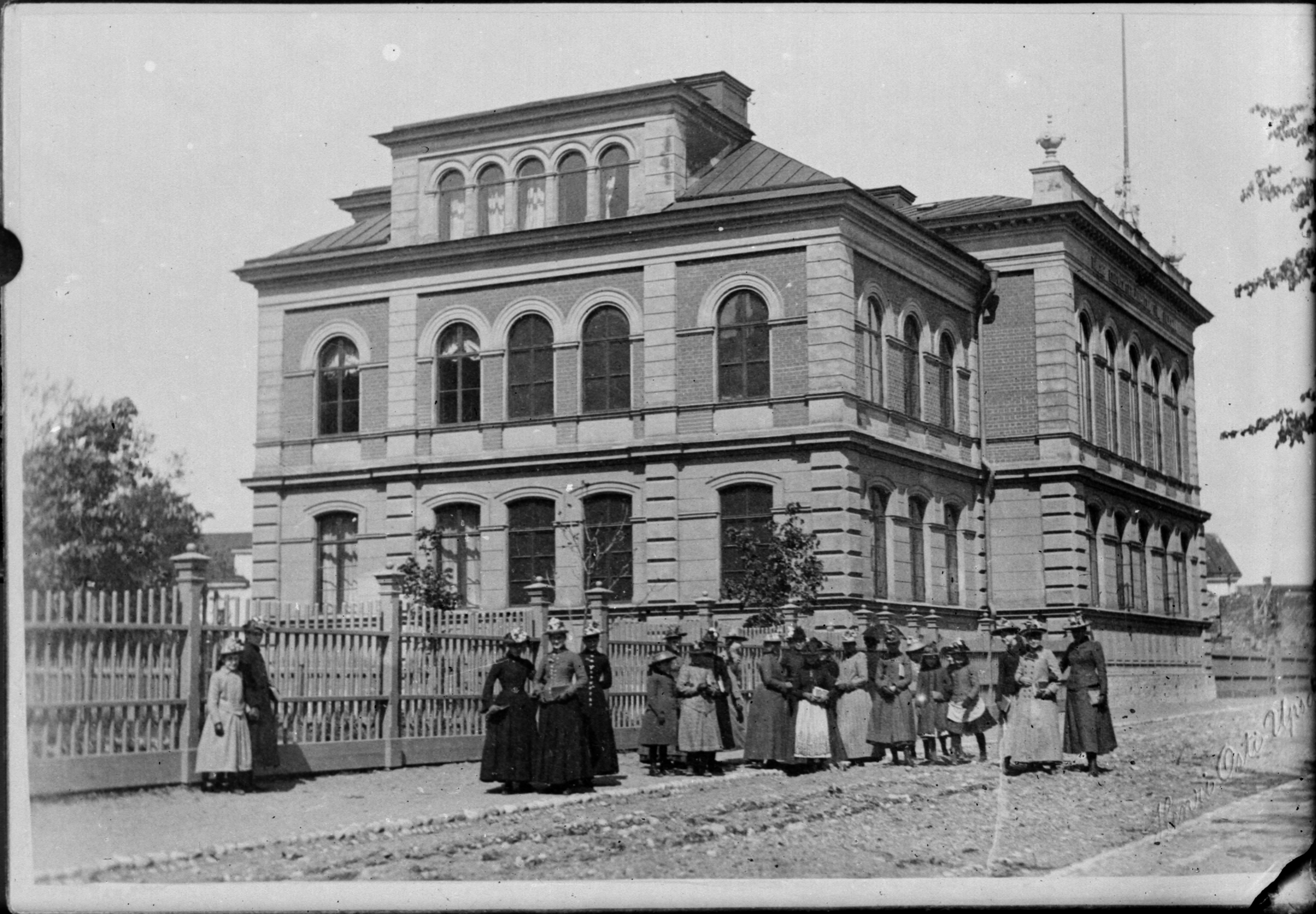
Byggnaden vid Västra Strandgatan. Foto taget 1889-1914.

Ellen Fries gymnasium är en kommunal gymnasieskola i Uppsala. Skolan är uppkallad efter historikern, författaren, läraren och feministen Ellen Fries.
Ellen Fries gymnasium huserar i två byggnader; en äldre längs Västra Strandgatan och en modernare längs Skolgatan. Den äldsta byggnaden kallas Magdeburg och uppfördes efter ritningar av arkitekten Carl Axel Ekholm för att inhysa Uppsala högre elementarläroverk för flickor. Det har bedrivits skolverksamhet i byggnaden i över 130 år.
Ellen Fries gymnasium öppnade hösten 2020 i tidigare Linnégymnasiets lokaler. 
Linnégymnasiets samt Uvengymnasiets verksamheter integrerades i Ellen Fries organisation vilket innebar att utbildningar med anpassade undervisningsgrupper kom att erbjudas under den nystartade skolans första två år.
Till hösten 2023 flyttade flera utbildningar från Uppsala yrkesgymnasium Ekeby till Ellen Fries gymnasium. Från och med hösten 2024 flyttar Fyrisskolans elever i årskurs 2 och 3 på samhällsvetenskapsprogrammet till Ellen Fries gymnasium.  

## Utbildningar
Utbildningarna kan kombineras med idrottsutbildning.
Skolförlagda
- Ekonomiprogrammet
  - Ekonomi
- Försäljnings- och serviceprogrammet
- Introduktionsprogram
  - Individuellt alternativ
  - Programinriktat val
  - Yrkesintroduktion
- Naturvetenskapsprogrammet
  - Naturvetenskap och samhälle (inga nya intag sedan läsår 2021-2022).
- Samhällsvetenskapsprogrammet
  - Beteendevetenskap
  - Samhällsvetenskap

Lärlingsutbildningen
- Barn- och fritidsprogrammet
- Bygg- och anläggningsprogrammet
- Fordons- och transportprogrammet
- Försäljnings- och serviceprogrammet
- Hotell- och turismprogrammet
- Restaurang- och livsmedelsprogrammet